# دونالد وليم بينيت
دونالد وليم بينيت (بالإنجليزية: Donald W. Bennett) هو قائد عسكري أمريكي، ولد في 24 أغسطس 1927 في بيوكانان في الولايات المتحدة.